# اوچی‌یاما هیکوجیرو
اوچی‌یاما هیکوجیرو (به ژاپنی: 内山 彦次郎 うちやま ひこじろう)، تولد ۱۷۹۷، مرگ ۲۳ ژوئه ۱۸۶۴، او در اواخر دوره ادو، یک یوریکی (افسر پلیس) از گروه قاضی اوساکا نیشیماچی بود. او سرانجام به عنوان بالاترین مقام یوریکی در مقام شوگویوچویاکو (بازرس امور مختلف دولتی) خدمت کرد و همچنین به عنوان یک فودای واسال از گروه قاضی توکونی منصوب شد، که برای یک یوریکی از گروه قاضی توکونی غیرمعمول بود. نام کوچک او یوکیماسا بود. معبد خانوادگی او معبد کانزانجی بود (که از شهر اوساکا به مکان فعلی خود در شهر مینو منتقل شد).

## ترور
در ۲۰ مه ۱۸۶۴ (۲۳ ژوئن ۱۸۶۴)، ااوچی‌یاما هیکوجیرو توسط شخصی ترور شد. در نسخه‌ای از اطلاعیه آمده است: «مجازات آسمانی بر اوچیاما در پل تنجینباشی اعمال خواهد شد»، بنابراین محل ترور پل ناکاتنجینباشی در شهر اوساکا بوده است. اجماع عمومی این است که عاملان این جنایت هر چهار نفر از اعضای شینسنگومی - اوکیتا سوجی، ناگاکورا شینپاچی، هارادا سانوسوکه و اینوئه گنزابورو - با مشارکت کوندو ایسامی و هیجیکاتا توشیزو بودند. گفته می‌شود انگیزه شینسنگومی برای ترور اوچی‌یاما این بوده که آنها به اوچیاما مشکوک بوده‌اند که در «حادثه سومو اوساکا» با اصطبل اونوگاوا همکاری داشته است. در این حادثه، شینسنگومی در طول یک سفر کاری به اوساکا در سال قبل، با کشتی‌گیران اصطبل اونوگاوا درگیر شده بود و تحقیقات بیش از حد سختگیرانه بوده که باعث ایجاد دشمنی بین اوچی‌یاما و کوندو شده است، یا اینکه این مجازات الهی به دلیل سوءظن به اوچی‌یاما بوده است که با میهن‌پرستان ضد شوگون برای افزایش قیمت برنج و روغن تبانی کرده است.